# National Film Award/Beste Hauptdarstellerin
Die Gewinner des indischen National Film Award der Kategorie Beste Hauptdarstellerin (Best Actress) waren:
| Jahr | Darstellerin                      | Film                                | Sprache                                   |
| ---- | --------------------------------- | ----------------------------------- | ----------------------------------------- |
| 1967 | Nargis Dutt                       | Raat Aur Din                        | Hindi                                     |
| 1968 | Sharada                           | Thulabharam                         | Malayalam                                 |
| 1969 | Madhabi Mukherjee                 | Dibratrir Kabya                     | Bengalisch                                |
| 1970 | Rehana Sultan                     | Dastak                              | Hindi                                     |
| 1971 | Waheeda Rehman                    | Reshma Aur Shera                    | Hindi                                     |
| 1972 | Sharada                           | Swayamvaram                         | Malayalam                                 |
| 1973 | Nandini Bhaktavatsala             | Kaadu                               | Kannada                                   |
| 1974 | Shabana Azmi                      | Ankur                               | Hindi                                     |
| 1975 | Sharmila Tagore                   | Mausam                              | Hindi                                     |
| 1976 | Lakshmi                           | Sila Nerangalil Sila Manithargal    | Tamilisch                                 |
| 1977 | Smita Patil                       | Bhumika                             | Hindi                                     |
| 1978 | Sharada                           | Nimajjanam                          | Telugu                                    |
| 1979 | Shobha                            | Pasi                                | Tamilisch                                 |
| 1980 | Smita Patil                       | Chakra                              | Hindi                                     |
| 1981 | Rekha                             | Umrao Jaan                          | Urdu                                      |
| 1982 | Shabana Azmi                      | Arth                                | Hindi                                     |
| 1983 | Shabana Azmi                      | Khandhar                            | Hindi                                     |
| 1984 | Shabana Azmi                      | Paar                                | Hindi                                     |
| 1985 | Suhasini                          | Sindhu Bhairavi                     | Tamilisch                                 |
| 1986 | Monisha                           | Nakhashathangal                     | Malayalam                                 |
| 1987 | Archana                           | Veedu                               | Tamilisch                                 |
| 1988 | Archana                           | Daasi                               | Telugu                                    |
| 1989 | Sreelekha Mukherji                | Parshuramer Kuthar                  | Bengalisch                                |
| 1990 | Vijayshanti                       | Karthavyam                          | Telugu                                    |
| 1991 | Moyola Goswami                    | Firingoti                           | Assamesisch                               |
| 1992 | Dimple Kapadia                    | Rudaali                             | Hindi                                     |
| 1993 | Sobhana                           | Manichithrathazhu                   | Malayalam                                 |
| 1994 | Debashree Roy                     | Unishe April                        | Bengalisch                                |
| 1995 | Seema Biswas                      | Bandit Queen                        | Hindi                                     |
| 1996 | Tabu                              | Maachis                             | Hindi                                     |
| 1997 | Indrani Halder Rituparna Sengupta | Dahan                               | Bengalisch                                |
| 1998 | Shabana Azmi                      | Godmother                           | Hindi                                     |
| 1999 | Kiron Kher                        | Bariwali                            | Bengalisch                                |
| 2000 | Raveena Tandon                    | Daman: A Victim of Martial Violence | Hindi                                     |
| 2001 | Tabu Sobhana                      | Chandini Bar Mitr - My Friend       | Hindi Englisch                            |
| 2002 | Konkona Sen Sharma                | Mr. and Mrs. Iyer                   | Hindi / Englisch / Tamilisch / Bengalisch |
| 2003 | Meera Jasmine                     | Padam Onnu Oru Vilaapam             | Malayalam                                 |
| 2004 | Thaara                            | Hasina                              | Kannada                                   |
| 2005 | Sarika                            | Parzania                            | Englisch                                  |
| 2006 | Priyamani                         | Paruthi Veeran                      | Tamilisch                                 |
| 2007 | Umashree                          | Gulabi Talkies                      | Kannada                                   |
| 2008 | Priyanka Chopra                   | Fashion                             | Hindi                                     |
| 2009 | Ananya Chatterjee                 | Abohomaan                           | Bengalisch                                |
| 2010 | Mitalee Jagtap Varadkar           | Baboo Band Baaja                    | Marathi                                   |
| 2010 | Saranya Ponvannan                 | Thenmerku Paruvakaatru              | Tamil                                     |
| 2011 | Vidya Balan                       | The Dirty Picture                   | Hindi                                     |
| 2012 | Usha Jadhav                       | Dhag                                | Marathi                                   |
| 2013 | Geetanjali Thapa                  | Liar’s Dice                         | Hindi                                     |
| 2014 | Kangana Ranaut                    | Queen                               | Hindi                                     |
| 2015 | Kangana Ranaut                    | Tanu Weds Manu Returns              | Hindi                                     |
| 2016 | Surabhi Lakshmi                   | Minnaminungu – the Firefly          | Malayalam                                 |
| 2017 | Sridevi                           | Mom                                 | Hindi                                     |
| 2018 | Savitri                           | Mahanati                            | Telugu                                    |
| 2019 | Kangana Ranaut                    | Manikarnika: The Queen of Jhansi    | Hindi                                     |
| 2019 | Kangana Ranaut                    | Panga                               | Hindi                                     |

Derzeit erhält die Gewinnerin einen Rajat Kamal und ein Preisgeld von 50.000 Rupien.